# Wiebke Windorf
Wiebke Windorf (* 1974 in Oldenburg) ist eine deutsche Kunsthistorikerin und Hochschullehrerin an der Martin-Luther-Universität Halle-Wittenberg.

## Leben
Wiebke Windorf studierte nach ihrem Abitur am Gymnasium Eversten Oldenburg ab 1994 Kunstgeschichte, Neuere Geschichte und Philosophie an der Heinrich-Heine-Universität Düsseldorf (HHU) und erlangte 2000 den Magister-Abschluss. 2004 wurde sie an der HHU mit der Dissertation Sakrale Historienmalerei in Neu-St. Peter: Faktizität und Fiktionalität in der Altarbildausstattung unter Papst Urban VIII. (1623–1644) promoviert. Ihre Dissertation wurde mit dem universitätsinternen drupa-Preis „für die beste Promotion 2005“ ausgezeichnet. Fortan war Windorf als wissenschaftliche Mitarbeiterin an den kunstgeschichtlichen Instituten in Düsseldorf und Bonn tätig. 2017 erfolgte ihre Habilitation mit der Arbeit Tod, Unsterblichkeit und die Nachwelt. Das königliche Grabmonument als Ort für Innovation und Diskurs unter Ludwig XV. (1715–1774) (Veröffentlichung voraussichtlich 2023, Éditions de la Maison des sciences de l’homme, Paris). In den Jahren 2017 bis 2021 versah Windorf Vertretungsprofessuren an verschiedenen Universitäten, für Neuere und Neueste Kunstgeschichte an der Universität Duisburg-Essen, für Kunstgeschichte an der HHU (dort zugleich stellvertretende Leiterin des Instituts für Kunstgeschichte) sowie für Allgemeine Kunstgeschichte an der Ruhr-Universität Bochum.
Seit dem 1. Oktober 2022 bekleidet Wiebke Windorf als Nachfolgerin von Michael Wiemers die Professur für Kunstgeschichte der Neuzeit an der Universität Halle, im Sommersemester 2022 vertrat sie dessen Lehrstuhl bereits.
Windorfs Forschungsschwerpunkte liegen unter anderem in der italienischen Malerei und Skulptur der Renaissance und des Barock, in der europäischen Sepulkralkultur sowie in der französischen Skulptur des 18. Jahrhunderts, hin zu deren Wandel am Beginn Moderne. Seit April 2021 leitet sie das DFG-geförderte Forschungsprojekt Skulptur und Sakralität. Bildhauerische Neukonzeptionen in religiösen Bildräumen von Paris am Übergang zur Moderne (1700–1850).

## Publikationen (Auswahl)
- Sakrale Historienmalerei in Neu-St. Peter: Faktizität und Fiktionalität in der Altarbildausstattung unter Papst Urban VIII. (1623–1644). Schnell und Steiner, Regensburg 2006, ISBN 978-3-7954-1811-3, (Dissertation).
- Giacomo della Porta und die Entwicklung des Ädikularahmens vom 16. bis zum mittleren 17. Jahrhundert. In: Hans Körner, Karl Möseneder (Hrsg.): Format und Rahmen. Vom Mittelalter bis zur Neuzeit. Reimer, Berlin 2008, ISBN          978-3-496-01386-0, S. 95–125.
- La réunion future de époux. Das ungeliebte Grabmonument für den Dauphin und die Dauphine in Sens von Guillaume Coustou d. J. In: Astrid Lang, Wiebke Windorf (Hrsg.): Blickränder. Grenzen, Schwellen und ästhetische Randphänomene in den Künsten. Lukas Verlag für Kunst- und Geistesgeschichte, Berlin 2017, ISBN 978-3-86732-689-6, S. 239–255.
- Vom Scheitern der entworfenen Simplicité: Edme Bouchardons erste Grabplastik für den Kardinal de Fleury. In: Birgit Ulrike Münch, Wiebke Windorf (Hrsg.): Transformer le monument funéraire. Möglichkeitsräume künstlerischer Überbietung des französischen Monuments im 18. und 19. Jahrhundert. Deutsches Forum für Kunstgeschichte, Paris / Heidelberg 2021, ISBN 978-3-948466-58-9, S. 83–114.